# Rymdopera

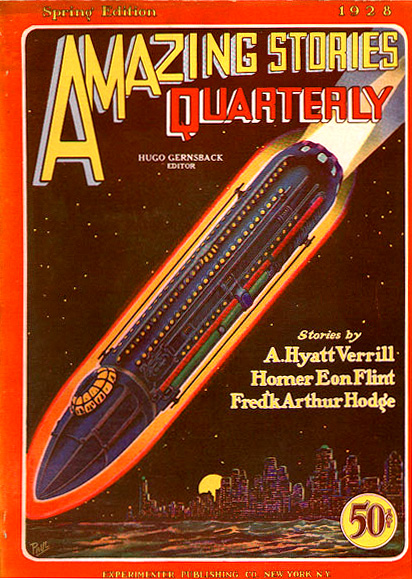
Bokomslag från Amazing Stories Quarterly, våren 1928

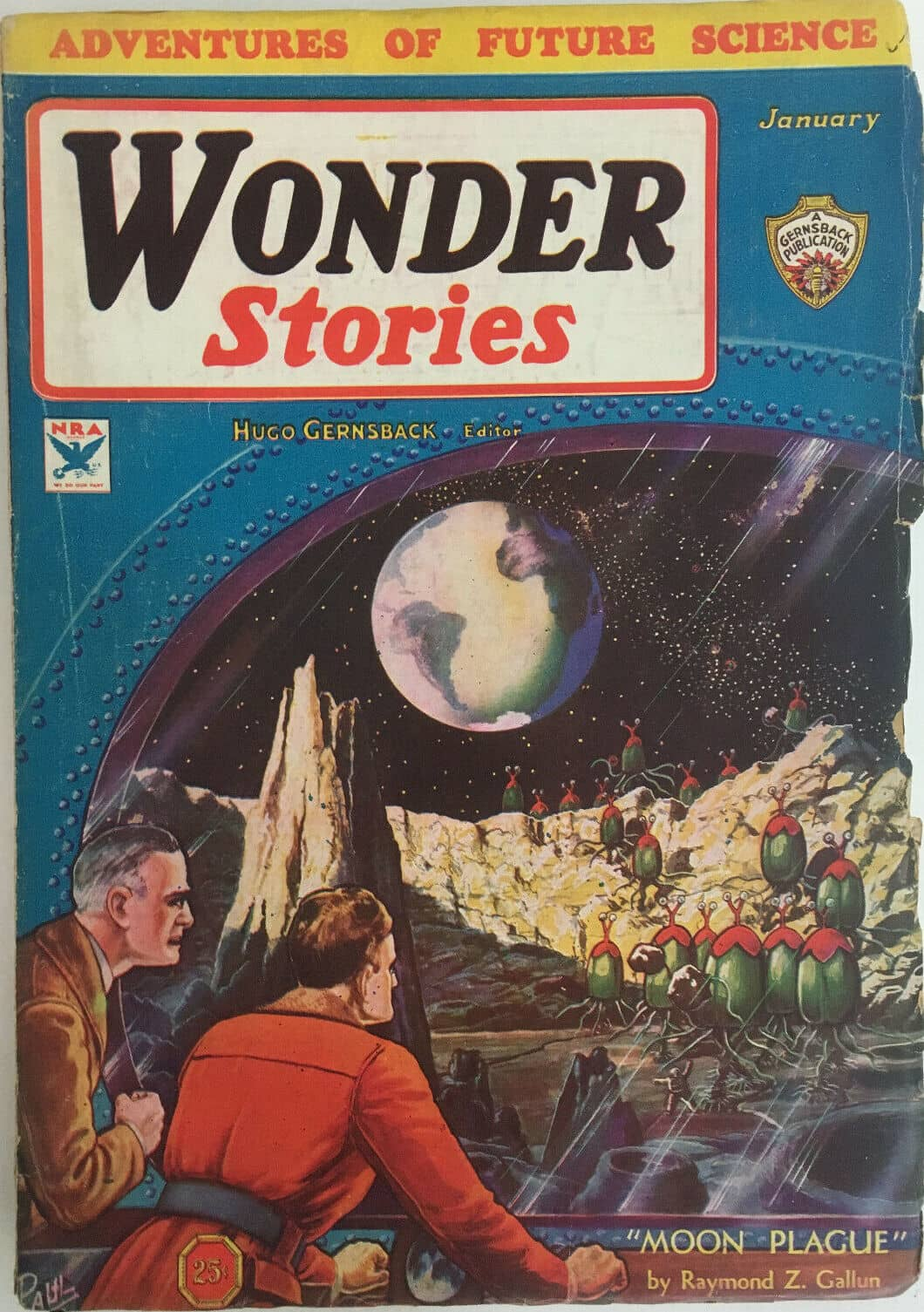
Bokomslag av pulp magazinet Wonder Stories, januari 1934

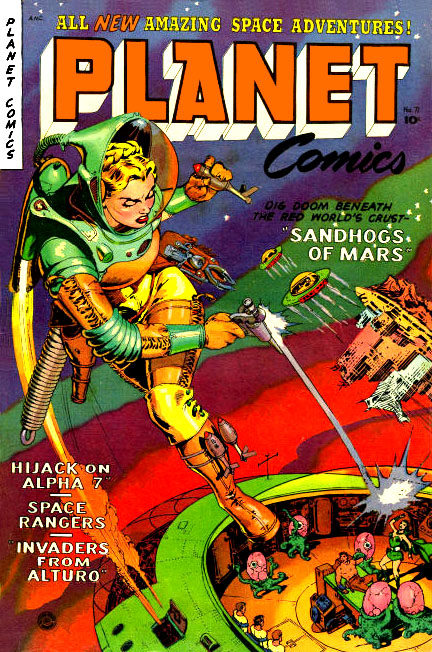
Bokomslag av tidskriften Planet Comics, 1953 (illustration av Bill Discount)

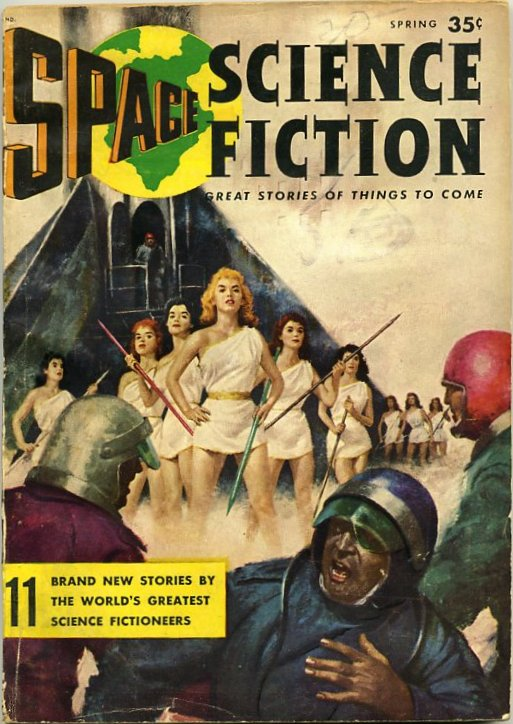
Bokomslag av tidskriften Space Science Fiction, våren 1957; illustration av Tom Ryan

En rymdopera (engelska: space opera) eller rymdsåpa (av rymden + såpopera) är ett informellt namn på en typ av science fiction som består av dramatiska och ofta äventyrsberättelser i en mer eller mindre uppdiktad rymdmiljö. Oftast rör det sig om mjuk science fiction som egentligen hämtat inspiration från olika kulturer och miljöer runtom på Jorden, med politiska förvecklingar, krig, romanser och äventyr, teman som även återkommer i exempelvis arkitektur och natur.
I berättelserna upprätthåller ofta civilisationerna inom samma galax eller i olika galaxer, trots de stora avstånden i rymden, kontakter genom en teknikutveckling som möjliggör det för rymdfarkosterna att färdas snabbare än ljuset, och intelligenta varelser från olika planeter och naturliga satelliter umgås ofta över drinkar i barlokalerna i så kallade rymdhamnar. Referenser till sjöfarten på Jorden förekommer också ofta, då rymdfarkosterna ofta även kallas "rymdskepp" och delas ibland in i olika "flottor". Vid strider finns referenser till sjöslag och luftstrider, och rymdpirater är vanliga.

## Historik
Ordet "rymdopera" var från början ett öknamn härlett från såpopera och hästopera (vilda western). Det är belagt från 1941 då det användes på engelska av Bob Tucker (senare Wilson Tucker) i science fiction fanzinet Le Zombie.
Rymdopera betecknade under åren kring andra världskriget långdragna (jämför såpoperor) historier, då framför allt i text, som till exempel Jules Verne-Magasinet. Begreppet används även om operor som utspelar i rymdmiljöer, som exempelvis Harry Martinsons Aniara.

## Rymdopera i urval
- Det var en gång - rymden
- Homeworld
- Liftarens guide till galaxen
- Star Trek
- Star Wars
- Stiftelseserien

### Fotnoter
1. ↑  ”Space is an Ocean” (på engelska). TV Tropes. http://tvtropes.org/pmwiki/pmwiki.php/Main/SpaceIsAnOcean. Läst 2 november 2016.
2. ↑  Keith Stokes. ”Nummer 36 av Le Zombie - sida 9”. Midamericon.org. Arkiverad från originalet den 13 maj 2008. https://web.archive.org/web/20080513154547/http://midamericon.org/tucker/lez36i.htm. Läst 27 september 2012.
3. ↑  Falk, Bertil (28 juli 2004). ”Med oförminskad fart mot Lyrans stjärnbild”. Dagens Nyheter. http://www.dn.se/kultur-noje/kulturdebatt/med-oforminskad-fart-mot-lyrans-stjarnbild/. Läst 26 januari 2011.
4. ↑  ”Aniara” (på svenska). Sveriges Radio. 21 maj 2022. https://sverigesradio.se/avsnitt/aniara-svensk-rymdopera-pa-vag-mot-undergang. Läst 27 november 2022.